# Brennilis
Brennilis (tiếng Breton: Brenniliz) là một xã của tỉnh Finistère, thuộc vùng Bretagne, miền tây bắc Pháp.

## Dân số
Người dân ở Brennilis được gọi là Brennilisiens.